# Iñaki Montes de la Torre
Iñaki Montes de la Torre (nació el 3 de octubre de 2002) es un jugador de tenis español.
Montes de la Torre alcanzó su ranking ATP más alto de individuales fue el número 151, logrado el 23 de marzo de 2025. Su ranking del circuito ITF más alto fue el número 85, logrado el 29 de diciembre de 2019.

## Carrera
Montes de la Torre jugó en el ITF Junior Tour hasta 2020. Alcanzó su mejor clasificación en el ranking junior con el puesto 85. No participó en torneos de Grand Slam. Se proclamó campeón de España júnior en 2019.
En 2020, Montes de la Torre comenzó a estudiar economía en la Universidad de Virginia, donde también jugó al tenis universitario. Jugó sus primeros torneos profesionales en 2021, cuando alcanzó una final tanto en individuales como en dobles en el ITF Future Tour de tercer nivel (título de dobles) y entró así en el top 800 de la clasificación mundial de tenis en individuales. 
Ganó otro título Future en 2022. En el ATP Challenger Tour, logró su primera victoria en el cuadro principal (contra Peter Polansky) en el primer torneo de esta categoría, en Charlottesville. En el mismo torneo, un año después, alcanzó por primera vez los cuartos de final tras vencer al número 178, Aleksandar Kovacevic. Una semana después, en Knoxville, perdió contra Kovacevic en segunda ronda. Su primera aparición en un Challenger en la modalidad de dobles le llevó a conquistar su primer título en esta categoría en Segovia. El español terminó el año en el puesto 514º en individuales y 431º en dobles, ambos muy cerca del máximo de su carrera.
El 22 de junio de 2025 se adjudicó el torneo ITF M15 de Munguía, Vizcaya, venciendo al polaco Marcel Zielinski para alcanzar su mejor puesto ATP.

## ATP Challenger e ITF World Tennis Tour finales

### Individuales: 5 (3–2)
| Leyenda                     |
| --------------------------- |
| ATP Challenger (0–0)        |
| ITF World Tennis Tour (3–2) |

| Finales por superficie |
| ---------------------- |
| Dura (1–0)             |
| Tierra (2–2)           |
| Hierba (0–0)           |
| Moqueta (0–0)          |

### Dobles

#### Torneo
| Nr. | Fecha          | Torneo                 | Superficie | Compañero              | Finalistas                       | Tanteo    |
| --- | -------------- | ---------------------- | ---------- | ---------------------- | -------------------------------- | --------- |
| 1.  | 30. Julio 2022 | ATP Challenger Segovia | Tierra     | Nicolás Álvarez Varona | Benjamin Lock Courtney John Lock | 7:63, 6:3 |